# Karina Pallagst

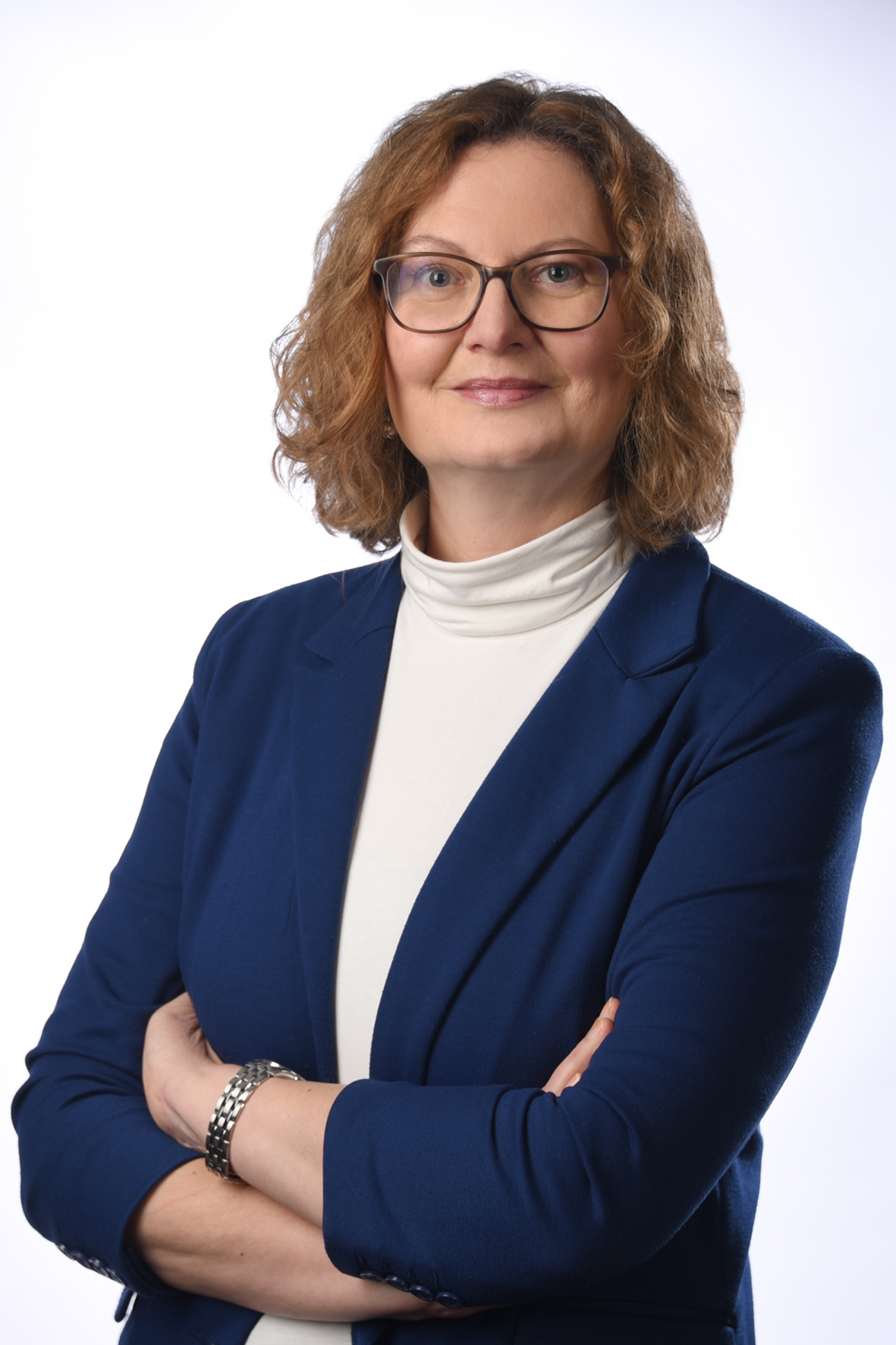
Karina Pallagst, 2023

Karina Martha Pallagst (* 2. Mai 1969 in Kaiserslautern) ist eine deutsche Raumplanerin und Hochschullehrerin für Internationale Planungssysteme.

## Biografie
Pallagst besuchte die Grundschule in Otterberg und machte 1988 am Burggymnasium in Kaiserslautern ihr Abitur. Von 1988 bis 1994 studierte sie Raum- und Umweltplanung an der Universität Kaiserslautern mit Abschluss Dipl.-Ing. Von 1994 bis 1997 war sie als wissenschaftliche Mitarbeiterin am Lehrstuhl Regional- und Landesplanung der TU Kaiserslautern beschäftigt. 1997 wechselte sie an das Leibniz-Institut für ökologische Raumentwicklung e.V. (IÖR), Dresden, und war dort bis 2006 Projektleiterin und Mitglied der Leitungsrunde (beurlaubt für Auslandsaufenthalt in den USA von 2001 bis 2006).
Sie promovierte 1999 an der TU Kaiserslautern im Fachbereich Raum- und Umweltplanung zum Thema Raumordnung der Tschechischen Republik vor dem Hintergrund europäischer Raumordnungsbestrebungen.
Von 2001 bis 2010 war sie Gastwissenschaftlerin und Programmkoordinatorin am Institute of Urban and Regional Development der University of California, Berkeley, sowie am Center for Global Metropolitan Studies der University of California, Berkeley.
Ihre Habilitationsschrift zum Thema Growth Management in der San Francisco Bay Area between Theory and Practice legte sie 2006 an der TU Dresden vor. Sie erhielt von der Fakultät Forst-Geo- und Hydrowissenschaften 2006 die Lehrberechtigung für das Fach Raumordnung.
2010 wurde sie zur Universitätsprofessorin für Internationale Planungssysteme am Fachbereich Raum- und Umweltplanung der damaligen TU Kaiserslautern, heute RPTU in Kaiserslautern berufen und leitet seitdem das neu geschaffene gleichnamige Fachgebiet. Seit 2017 ist sie Prodekanin des Fachbereiches Raum- und Umweltplanung der TU Kaiserslautern bzw. nun der RPTU in Kaiserslautern.
In ihrer Forschung beschäftigt Pallagst sich mit international vergleichender Stadt- und Regionalentwicklung, schrumpfenden Städten, Border Studies, Stadtwachstum, Planungskulturen und Planungstheorie.
Pallagst ist verheiratet mit Holger Fritzinger und hat zwei Töchter.

## Mitgliedschaften und Netzwerke
- 2004 gründete sie zusammen mit weiteren Wissenschaftlern (Ivonne Audirac, Christina Martinez Fernandez, Sylvie Fol, José Vargas Hernandez, Sergio Moraes, Helen Mulligan, Emmanuèle Cunningham Sabot, Dong-Chun Shin, Thorsten Wiechmann) das Shrinking Cities International Research Network (SCiRN), dessen Vorsitzende sie ist.
- Mitglied im Netzwerk Greti (Groupe de recherche transfrontalière interdisciplinaire)
- Mitglied der Lenkungsgruppe des im Aufbau befindlichen UniGR Center for Border Studies.
- Mitglied des Council of Representatives der Association of European Schools of Planning (AESOP)
- Akademie für Raumforschung und Landesplanung (ARL), Hannover
- Landesarbeitsgemeinschaft Hessen/Rheinland-Pfalz/Saarland der Akademie für Raumforschung und Landesplanung, Hannover
- Deutscher Verband für angewandte Geographie (DVAG)
- European Research Assouciation (EURA)
- Informationskreis für Raumplanung e. V. (IfR)
- Association of American Geographers (AAG)
- Deutscher Hochschulverband (DHV)
- Alumni-Vereinigung „Raum- und Umweltplanung in Kaiserslautern“

## Auszeichnungen
- Von 2001 bis 2003 war sie Fedor Lynen Stipendiatin der Alexander-von-Humboldt-Gesellschaft (Forschungsaufenthalt in den USA).
- 2016 kam sie beim Excellence in Teaching Award der Association of European Schools of Planning (AESOP), für den Kurs „Teaching Planning Cultures and Sustainability as part of the interdisciplinary Kaiserslautern Open Online Course (KLOOC)“ zusammen mit Michael von Hauff und Monika Haberer auf Rang 2.

## Publikationen (Auswahl)
- Herausgeberin der Zeitschrift PlanIt! und Mitglied im Editorial Board der Zeitschrift Town Planning Review.
- Growth management in the US between theory and practice. Ashgate Publishers, Aldershot 2007.
- Raumordnung der Tschechischen Republik – mittel- und osteuropäische Raumordnung vor dem Hintergrund europäischer Raumordnungsbestrebungen. Berlin Verlag, Berlin 2000.

- Sammelwerke (Hrsg.)
  - mit Cristina Martinez-Fernandez und Thorsten Wiechmann (Hrsg.): Shrinking Cities – International Perspectives and Policy Implications. Routledge Publishers 2013.
  - The future of shrinking cities – problems, patterns and strategies of urban transformation in a global context. Institute of Urban and Regional Development, Center for Global Metropolitan Studies, and the Shrinking Cities International Research Network Monograph Series, 2009
- Zeitschriften, Themenhefte (Hrsg.)
  - mit E. Cunningham-Sabot, S. Fol und H. Mulligan: Shrinking Cities Themed issue for Town Planning Review, 2017, Bd. 88-1.
  - K. Pallagst (Hrsg.): Zeitschrift PlanIt. Volumes 1/2013, 1/2014, 1/2015, 1/2016.
- Aufsätze in englischsprachigen Zeitschriften (Auswahl)
  - mit E. Cunningham-Sabot, H. Mulligan und S. Fol: The shrinking city awakens – Introduction to the special issue on shrinking cities. In: Town Planning Review. Bd. 88-1, 2017, S. 9–14.
  - mit R. Fleschurz und S. Said: What drives planning in a shrinking city? Tales from two German and two American cases. In: Town Planning Review. SpezialAusgabe Shrinking cities. Bd. 88-1, 2017, S. 15–28.
  - mit R. Fleschurz und S. Asaaied: Right sizing the shrinking city: Tales from two German cases. In: South Architecture Magazine. Special Issue on Industrial Heritage, 2016, S. 54–60.
  - mit R. Fleschurz: A Review of „Design After Decline: How America Rebuilds Shrinking Cities“. In: Journal of Planning Education and Research. 19. November 2015.
  - mit M. Jain: Land use beyond control: How fragmented governance created sprawl in the Delhi Metropolitan Area. In: DISP. Bd. 51, Nr. 3, 2015, S. 29–43.
  - The planner’s toolkit: can we plan for new tasks using existing processes and mechanisms? In: Borderlands, the Journal of Spatial Planning in Ireland. Nr. 3, Jan. 2013, S. 43–53.
  - mit Thorsten Wiechmann: Urban Shrinkage in Germany and the USA – A Comparison of Transformation Patterns and Local Strategies. In: International Journal of Urban and Regional Research. Spezial-Ausgabe: Shrinking Cities. 2012, S. 261–280.
  - Viewpoint. The planning research agenda: shrinking cities – a challenge for planning cultures. In: Town Planning Review. Band 81, 2010, S. 5, S. I–IV.
  - mit Frank Popper, Justin Hollander und Terry Schwartz: Shrinking Cities as an emerging planning paradigm, Progress in Planning, special issue on emerging research agendas in urban design and planning. 72/2009, S. 223–232.
  - European spatial planning reloaded: considering EU enlargement in theory and practice. In: European Planning Studies. Heft 2/2006, S. 253–272.